# صاریغ قلمی دوروتی
صاریغ قلمی دوروتی (نام علمی: Marmosops dorothea) نام یک گونه از سرده صاریغ‌های قلمی است.